# Буліскерія Імена Бадраївна
Імена Бадраївна Буліскерія (1929, село Окумі Гальського району, тепер Ткуарчальського району, Абхазія, Грузія — ?) — радянська діячка, колгоспниця колгоспу імені Леніна Гальського району Абхазької АРСР. Депутат Верховної ради СРСР 5-го скликання. Герой Соціалістичної Праці (29.08.1949). 

## Життєпис
Закінчила неповну середню школу. Член ВЛКСМ.
У 1947—1959 роках — колгоспниця колгоспу імені Леніна села Окумі Гальського району Абхазької АРСР. Збирала високі врожаї сортового зеленого чайного листка, в 1948 році зібрала 6 322 кг листків зеленого чаю на площі 0,5 гектара. 
Указом Президії Верховної Ради СРСР від 29 серпня 1949 року Імені Бадраївні Буліскерії за «отримання високих урожаїв сортового зеленого чайного листя та цитрусових плодів у 1948 році» було присвоєно звання Героя Соціалістичної Праці з врученням ордена Леніна та золотої медалі «Серп і Молот».
З 1959 року працювала в колгоспі села Руха Зугдідського району Грузинської РСР.
Подальша доля невідома.

## Нагороди і звання
- Герой Соціалістичної Праці (29.08.1949)
- два ордени Леніна (29.08.1949, 19.07.1950)
- медалі